# Vilafamés
Vilafamés (span. Villafamés) ist eine spanische Gemeinde der Valencianischen Gemeinschaft in der Provinz Castellón. Sie liegt in der Comarca Plana Alta im nördlichen Zentrum der Region.
Sie besitzt eine günstige strategische Lage auf einer Anhöhe am Nordende der größtenteils mit Pinien (hauptsächlich Pinus halepensis) bewaldeten Sierra de les Conteses, mit Blick über die nördlich angrenzende landwirtschaftlich genutzte Ebene und darüber hinaus. Vilafamés liegt im Übergangsbereich zum Landesinneren und der Küste mit milden Wintern und heißen Sommern.

## Nachbargemeinden
Vilafamés grenzt im Norden an Vall d’Alba, im Westen an Useras und Costur, im Süden an Sant Joan de Moró und Borriol und im Osten an la Pobla Tornesa und Cabanes.

## Geschichte
Während des Spanischen Bürgerkrieges errichtete die Regierung der Spanischen Republik nordöstlich des Ortes in der Ebene unterhalb einen Feldflugplatz für ihre Luftstreitkräfte. Nach der Einnahme der Gegend durch die Truppen Francos nutzen die Nationalspanier das Areal noch weiter, inklusive die die Putschisten unterstützende deutsche Legion Condor. Seit 2018 ist das frühere Flugplatz-Areal für die Öffentlichkeit zugängig.